# Maringá (tiểu vùng)
Maringá là một tiểu vùng thuộc bang Paraná, Brasil. Tiều vùng này có diện tích 1573 km², dân số năm 2007 là 450671 người.